# تولبانيوس
بلدية تولبانيوس (بالإسبانية: Tolbaños) هي بلدية تقع في مقاطعة آبلة التابعة لمنطقة قشتالة وليون وسط إسبانيا.

## الديموغرافيا
بلغ عدد سكان بلدية تولبانيوس 111 نسمة عام 2011 (وفقاً للمعهد الوطني للإحصاء الإسباني).
| 147 | 134 | 127 | 109 | 94 | 108 | 111 |